# Longford Town F.C.
Longford Town F.C. ili kraće Longford Town (irs. Cumann Peile Bhaile Longfort) je profesionalni irski nogometni klub. Klub je osnovan 1924. godine, dok su tek 1984. godine izabrani u Irsku ligu. Boje kluba su crvena i crna, a domaće utakmice igraju na Flancare Parku. Godine 2007. ispali su iz Premier lige i nastavili svoj put u Irskoj prvoj ligi.

## Vanjske poveznice
- Službene stranice